# Tegulum pająków

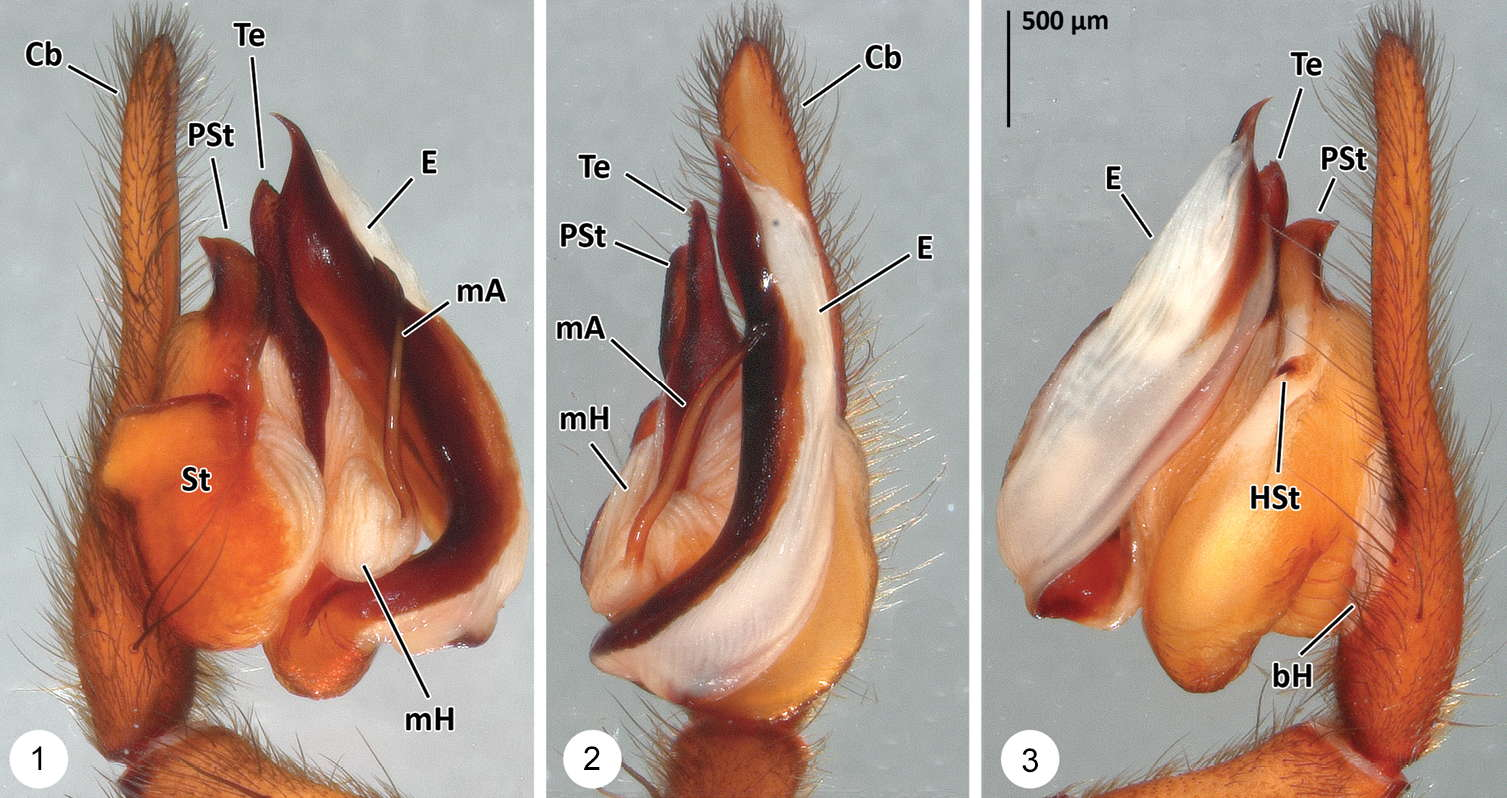
Aparat kopulacyjny samca Thaida chepu; tegulum oznaczone Te

Tegulum – element męskich narządów rozrodczych niektórych pająków.
Tegulum umieszczone jest na bulbusie nogogłaszczków samców, gdzie stanowi główny element zesklerotyzowany drugiej grupy sklerytów. Jego kształt jest skomplikowany i bardzo różnorodny. Ogólnie wyróżnia się dwa podstawowe typy jego budowy: kuliste do owalnych i dyskowate. Do tej drugiej grupy zalicza się je, gdy jego wysokość jest mniejsza niż ⅓ średnicy. Boki tegulum mają jednakową wysokość albo powierzchnia dozewnętrzna jest nabrzmiała i większa od przyśrodkowej. Od trzeciej grupy sklerytów tegulum oddziela haematodocha distalis.
W czasie kopulacji u krzyżaków nabrzmiewająca haematodocha wywołuje obrót tegulum, które wpycha embolus do otworu kopulacyjnego samicy.